# Stanisław Nowacki (urzędnik)
Stanisław Nowacki (zm. 1937) – urzędnik ministerialny II Rzeczypospolitej.
W latach 30. pełnił funkcję radcy w Ministerstwie Wyznań Religijnych i Oświecenia Publicznego.
W czerwcu 1937 popełnił samobójstwo strzałem z broni palnej podczas pobytu w Radymnie. W pożegnalnym liście swój krok motywował rozpaczą po śmierci matki. Polecił bliskim pochowanie go w Radymnie. Był żonaty.

## Źródła
- Z kraju. Samobójstwo radcy. „Gazeta Lwowska”, s. 4, Nr 179 z 2 lipca 1937.
- Samobójstwo radcy ministerialnego. „Gazeta Lwowska”, s. 2, Nr 145 z 2 lipca 1937.
- Samobójstwo radcy ministerialnego. „Gazeta Lwowska”, s. 4, Nr 146 z 3 lipca 1937.